# O (lettre)
Pour les articles homonymes, voir O.
Cette page contient des caractères spéciaux ou non latins. S’ils s’affichent mal (▯, ?, etc.), consultez la page d’aide Unicode.
O est la 15e lettre et la 4e voyelle de l'alphabet français.

## Histoire

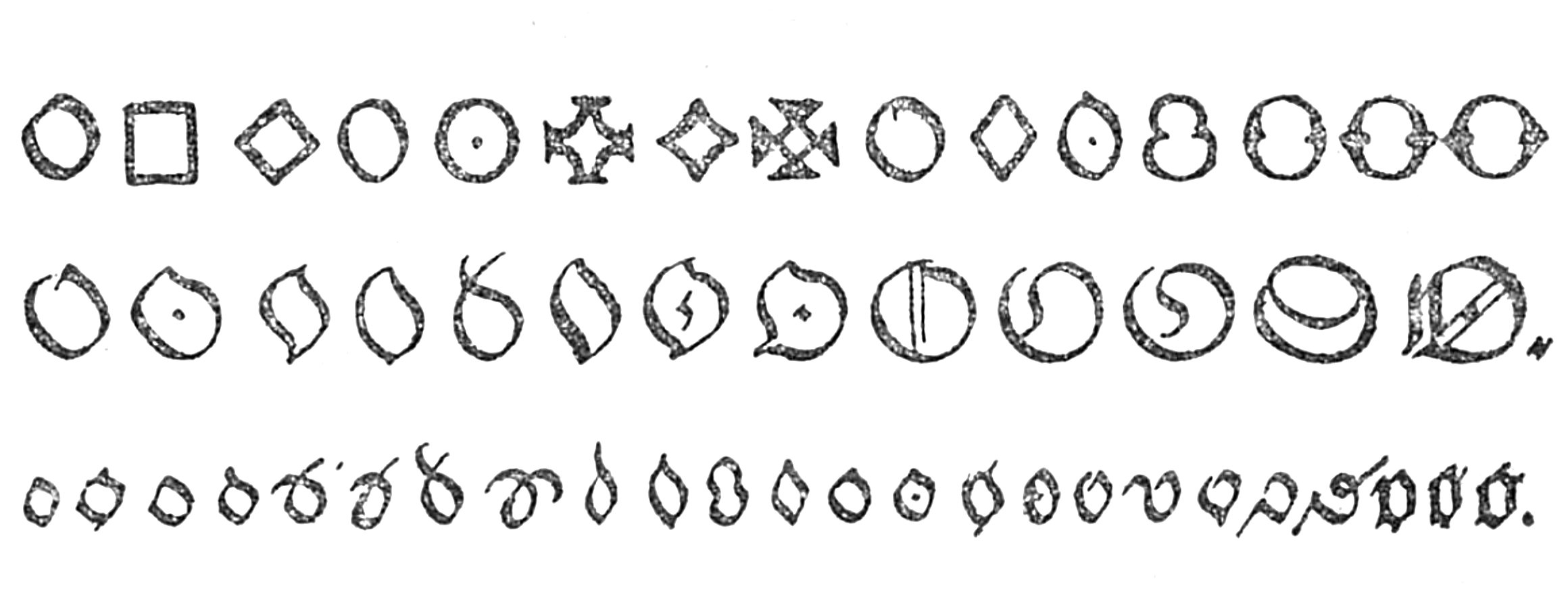
Formes majuscules et minuscules manuscrites de la lettre O dans le Dictionnaire des abréviations latines et française d’Alphonse Chassant.

| D4 |

| D4 |

## Linguistique
Le Ô vocatif est utilisé pour marquer la surprise, la solennité, l’admiration, la joie, la douleur, la crainte, etc. Il sert à invoquer ou interpeller une personne ou une chose. C’est le signe littéraire de l’apostrophe rhétorique.
- « Ô rage, ô désespoir, ô vieillesse ennemie ! » (Corneille, Le Cid, acte I scène 4)
- « Ô malheureux mortels ! Ô terre déplorable ! » (Voltaire, poème sur le désastre de Lisbonne)

## Codage

### Informatique
| Lettre                   | O                        | O                        | o                         | o                         |
| ------------------------ | ------------------------ | ------------------------ | ------------------------- | ------------------------- |
| Nom Unicode              | Lettre capitale latine O | Lettre capitale latine O | Lettre minuscule latine O | Lettre minuscule latine O |
| Encodage                 | décimal                  | hexadécimal              | décimal                   | hexadécimal               |
| ASCII, ISO 8859, Unicode | 79                       | 4F                       | 111                       | 6F                        |
| EBCDIC                   | 214                      | D6                       | 150                       | 96                        |

### Radio
- Épellation alphabet radio
  - international : Oscar
  - allemand : Otto
- En alphabet morse, la lettre O vaut « --- »